# Léonard Parker
Pour les articles homonymes, voir Pearlman.
Leonard Parker (né Leonard Pearlman à Brooklyn, un quartier de la ville de New York City, située elle-même dans l'état de New York) est professeur émérite de Physique et ancien directeur du Center for Gravitation and Cosmology à l'université du Wisconsin-Milwaukee. À la fin des années 1960, Parker créa un nouveau domaine de la physique : la théorie quantique des champs dans un espace-temps courbe. Spécifiquement, en appliquant la technique des transformations de Bogoliubov à la théorie quantique des champs, avec un champ gravitationnel variable, il découvrit le mécanisme désormais connu sous le nom de production de particule gravitationnelle. Son travail a inspiré des recherches de centaines de physiciens et a été cité dans plus de 2 000 articles scientifiques soumis à comité de lecture. Il est crédité dans les mémoires du chercheur soviétique Andreï Sakharov et a aidé Stephen Hawking à découvrir la création de particules par les trous noirs.
Récemment, Parker a coécrit, avec David Toms de l'Université de Newcastle, un ultime additif à l'ouvrage destiné aux étudiants de haut niveau sur la théorie quantique des champs dans un espace-temps courbe, intitulé Quantum Field Theory in Curved Spacetime: Quantized Fields and Gravity (Cambridge University Press, 2009,  (ISBN 978-0-521-87787-9)).
Il a obtenu son doctorat à l'université Harvard en 1967. Son directeur de thèse était Sidney Coleman.

## Récompenses et honneurs
- 1984 : élu Fellow de l'American Physical Society ;
- 2000 Le symposium Parker